# GT Interactive
GT Interactive fue una distribuidora y desarrolladora de videojuegos estadounidense, con sede en Nueva York.
GT Interactive se fundó en 1993 y fue comprada por Infogrames en 1999. Tras esta compra, GT cambió su nombre por Infogrames, Inc. y se convirtió en la subsidiaria norteamericana oficial de la empresa. En 2003 Infogrames, Inc. cambió de nombre a Atari, Inc.
Entre los títulos distribuidos, destacan la aventura Blood, Discworld Noir, Doom, Duke Nukem 3D, Unreal y Oddworld.

## Juegos distribuidos

### Dreamcast
- Unreal Tournament

### Game Boy
- Beavis and Butt-Head
- Oddworld Adventures

### Game Boy Color
- Duke Nukem
- Oddworld Adventures 2

### Macintosh
- 9: The Last Resort
- Bedlam
- Blood
- Doom II
- Hexen
- Ice and Fire
- Lode Runner: The Legend Returns
- Lode Runner 2
- Rocky Mountain Trophy Hunter
- ZPC

### Nintendo 64
- 40 Winks
- 7th Legion
- DethKarz
- Duke Nukem 64
- Duke Nukem: Zero Hour
- Hexen
- Mike Piazza's StrikeZone
- Rush 2: Extreme Racing USA
- Unreal N64

### PC
- 1602 A.D.
- 9: The Last Resort
- AHX-1
- Amok
- Animorphs
- Área 51 (Arcade)
- Beavis and Butt-Head DO U
- Beavis and Butt-Head: Bunghole in One
- Bedlam
- Blood
- Blood: Plasma Pak
- Blood 2: Nightmare Levels Expansion
- Blood II: The Chosen
- Bug Riders
- Carnivores
- Chasm: The Rift
- Clans
- Dark Vengeance
- Death Rally
- Deep Sea Trophy Fishing
- Deer Hunter 2
- Disciples: Sacred Lands
- Discworld Noir
- Doom II
- Driver
- Duke Nuclear Winter
- Duke Nukem 3D: Kill-A-Ton Collection
- Duke Nukem 3D: Plutonium Pak
- Duke Nukem: Planet of the Babes
- Hordes
- Ice and Fire
- Imperium Galactica
- Imperium Galactica II: Alliances
- Jeff Wayne's The War of the Worlds
- Locus
- Lode Runner 2
- Mage Slayer
- Man of War II: Chains of Command
- Master Levels for Doom II
- Nam
- Oddworld: Abe's Exoddus
- Oddworld: Abe's Oddysee
- Powerslide
- Pro Bass Fishing
- Quake
- Ravage DCX
- Rebel Moon Revolution
- Rebel Moon Rising
- Robotron X
- Rocky Mountain Trophy Hunter
- Rocky Mountain Trophy Hunter 2
- Scorcher
- S.P.Q.R.: The Empire's Darkest Hour
- Sensible Soccer '98
- Shadow Warrior
- Snowmobile Championship 2000
- Snowmobile Racing
- Star Command Revolution
- SuperKarts
- Swamp Buggy Racing
- Tiger Shark
- Total Annihilation
- Total Annihilation: Battle Tactics
- Total Annihilation: The Core Contingency
- Totally Unreal
- Trans Am Racing
- Trophy Hunter
- Ultimate Doom
- Unreal
- Unreal Mission Pack: Return to Na Pali
- Unreal Tournament
- WWII GI
- Wheel of Time
- World War II: GI
- XS
- Z Expansion
- ZPC

### PlayStation
- 40 Winks
- Beavis and Butt-Head: Get Big in Hollywood
- Bedlam
- Bug Riders
- Courier Crisis
- Critical Depth
- Dead Ball Zone
- Discworld Noir
- Driver
- Driver 2
- Duke Nukem: Land of the Babes
- Duke Nukem: Time to Kill
- Duke Nukem: Total Meltdown
- Gran Turismo
- Hexen
- Invasion From Beyond
- Mortal Kombat Trilogy
- Oddworld: Abe's Exoddus
- Oddworld: Abe's Oddysee
- Rebel Moon
- Rogue Trip: Vacation 2012
- Sensible Soccer 2000
- Streak: Hoverboard Racing
- Tiger Shark
- Trash It!
- Youngblood
- Z

### Sega Saturn
- Doom
- Hexen
- Amok

## Juegos desarrollados

### Macintosh
- Seventeen Style Studio

### PC
- AHX-1
- Bedlam
- Hordes
- Nam
- S.P.Q.R.: The Empire's Darkest Hour
- Seventeen Style Studio
- Snowmobile Championship 2000
- Tag Team Wrestling
- WWII GI
- World War II: GI

### PlayStation
- Beavis and Butt-Head: Get Big in Hollywood
- Doom
- Tiger Shark
- Driver

### Super NES
- Doom